# Six4one
six4one ist eine sechsköpfige Popband. Sie wurde im November 2005 von dem deutschen Musikproduzenten Ralph Siegel und Verantwortlichen des Schweizer Fernsehens zusammengestellt, um im Mai 2006 die Schweiz beim Eurovision Song Contest in Athen zu vertreten. Dort kam sie mit 30 Punkten auf Platz 17.

## Mitglieder
Die Mitglieder der Band wurden zwischen dem 25. und 27. November 2005 während eines Castings in München ausgewählt. Sie stammen alle aus unterschiedlichen Ländern. In ihrer jeweiligen Heimat konnten sie bereits Solo-Erfolge verbuchen.
- Andreas Lundstedt (Schweden)
- Tinka Milinović (Bosnien und Herzegowina)
- Diamá (aka Claudia D’Addio) (Schweiz)
- Keith Camilleri (Malta)
- Marco Matias (in Deutschland geborener Portugiese)
- Liel Kolet (Israel)